# Mykúlyntsi
Mykúlyntsi (ucraniano: Мику́линці; polaco: Mikulińce) es un asentamiento de tipo urbano de Ucrania, perteneciente al raión de Ternópil en la óblast de Ternópil.
En 2017, el asentamiento tenía una población de 3676 habitantes. Desde 2020 es sede de un municipio de unos diecisiete mil habitantes, que incluye los asentamientos de tipo urbano de Mykúlynsti y Druzhba y 18 pueblos.
Se ubica a orillas del río Seret, a medio camino entre Ternópil y Terebovlia sobre la carretera T2020, desvío occidental de la carretera M19.

## Historia
Se conoce la existencia de un pueblo llamado "Mykulyn" en este lugar desde 1096, cuando aparece en un documento de Vladímir II Monómaco. Pertenecía al principado de Terebovlia, cuyo territorio con el tiempo se integró en Galicia-Volinia y después en Polonia. Su actual topónimo ya aparece en un documento polaco de 1387. En el siglo XVI se desarrolló como una fortificación para proteger la zona de los ataques tártaros. En 1595, la localidad adoptó el Derecho de Magdeburgo, con un mercado semanal y tres ferias anuales. La fortificación fue destruida a lo largo de las continuas guerras que hubo en la zona en el siglo XVII y se perdió la carta de 1595 que le concedía el título de ciudad, por lo que en 1758 Augusto III emitió un nuevo documento.
En la partición de 1772 se integró en el Imperio Habsburgo. En el siglo XIX, la mitad de los habitantes eran judíos, un cuarto grecocatólicos y otro cuarto católicos latinos. En 1919 pasó a formar parte de la Segunda República Polaca, que clasificó a la localidad como un miasteczko. En 1939 se integró en la RSS de Ucrania, que al año siguiente le dio el estatus de asentamiento de tipo urbano y capital del raión de Mykúlyntsi. En 1943, los invasores alemanes asesinaron a casi todos los judíos del asentamiento, que formaban entonces la mayoría de la población. En 1962 pasó a formar parte del raión de Terebovlia, hasta su integración en 2020 en el actual raión de Ternópil.